# 프리드리히 실러
요한 크리스토프 프리드리히 폰 실러(독일어: Johann Christoph Friedrich von Schiller , 1759년 11월 10일 ~ 1805년 5월 9일)는 독일 고전주의 극작가이자 시인, 철학자, 역사가, 문학이론가이다.
괴테와 함께 독일 고전주의의 2대 문호로 일컬어진다. 그의 작품들은 인간의 자유와 존엄성을 바탕으로 하여, 1800년대와 1848년 혁명기의 독일인들의 자유를 얻기 위한 투쟁에 많은 영향을 끼쳤다. 그의 작품에는 베토벤의 <제9 교향곡>에서 노래한 <환희의 송가>와 역사극 《돈 카를로스》, 《발렌슈타인》 3부작, 《빌헬름 텔》 등이 있다.

## 생애
독일 남서부 뷔르템베르크 주에 있는 마르바흐에 거주하는 하급 군의관 Johann Kaspar Schiller의 1남 5녀 중 외아들로 태어났다. 신앙심이 깊었던 그는 신학을 전공해 목사가 되려 했다. 그러나 그는 영주(領主)인 카를 오이겐 공작의 명령으로 사관학교에 입학했다. 처음엔 법학을 공부했으나 의학으로 전공을 바꾼 그는 졸업 후 슈투트가르트에서 하급 군의관이 됐다. 그 후 사관학교를 졸업한 군인으로서 슈투트가르트 연대에서 군의관으로 복무했다.
그는 학생 시절에 엄격한 교육을 받고 자유에 대한 동경이 싹터 저작에 몰두하였는데, 몰래 문학 작품을 탐독하며 습작을 했다. 철학 교수 아벨의 권유로 셰익스피어의 희곡을 읽은 것은 그에게 충격적인 체험이었다. 자비 출판한 첫 작품 ＜군도＞는 독일 귀족 계급의 횡포에 대한 반항적 작품으로, 이 작품이 1782년 1월 13일 만하임에서 성공적으로 초연되자 실러는 작가의 길을 걷기 시작했다. 연대 의무관이 되어 집필활동을 금지당했기에 공작의 저술 금지령을 피해서 1782년 9월 22일 밤에 만하임으로 도주했다. 도피 방랑생활을 하면서 <Fiesco의 반란>(1783), <간계와 사랑>(1784)을 썼다.
한때 만하임 극장의 전속 작가가 되었으나 중병을 앓고 사퇴한 후 크리스티안 쾨르너의 도움으로 《돈 카를로스》를 완성(1787)했다.
1787년에 네덜란드 독립사를 연구, 인정을 받아 1789년 예나로 이주하여 예나 대학의 비정규직 교수가 되었다. 그 후 미학, 철학, 역사에 관한 논문을 잇달아 발표하여 생활의 안정을 얻고 역사와 미학 강의를 했지만 학생 수의 감소와 신병으로 얼마 후 사직했다.
1794년부터 괴테와 교분하여 함께 《크쎄니엔》이라는 시집을 내기도 했다. 이들은 자주 만나 문학에 관해 대화하고 많은 서신을 교환하며 공동 작업을 했다. 특히 1802년에는 실러가 예나에서 바이마르로 이사해 이들의 공동 작업은 더욱 확대됐다.
1799년경부터 실러는 만년(晩年)의 희곡 창작의 시기에 들어가,《발렌슈타인》3부작 (1799),《마리아 슈투아르트》(1800),《오를레앙의 처녀》(1801), <메씨나의 신부>(1803), 《빌헬름 텔》(1804) 등의 대표작을 써서 괴테와 견주는 대작가가 되었다. 희곡의 대부분은 운명과 대결하는 의지의 힘을 묘사한 것으로서 그리스 고전극 정신의 재생을 지향하고 있다.
1805년 5월 9일 폐결핵에 의한 폐렴으로 바이마르에서 사망했다.

## 사후
지난 2005년에는 실러 사망 200주년을 맞아 독일은 전국적으로 "실러의 해"라는 행사를 열었다. 특히 만하임에서는 국제 실러 축제가 열려 각국 극단이 참여하여 공연을 했으며, 국립극단도 참여하여 실러의 《군도》로 폐막공연을 하기도 했다.

## 작품
대표적인 희곡들이,《간계와 사랑》(1784), 《군도》(1781), 《발렌슈타인》3부작 (1799), 《마리아 슈투아르트》(1800), 《오를레앙의 처녀》(1801), 《빌헬름 텔》(1804) 등이다.
대한민국에는 《빌헬름 텔》이 ‘윌리엄 텔’이라는 영어 발음으로 많이 소개되어 있으며, 그의 희곡이 본격적으로 무대에 오른 것은 독일 샤우뷔네에서 활동한 연출가 Frank Arnold의 연출로 국립극단이 1989년에 올린 <간계와 사랑>이 대표적이다.
실러는 1600년대 전반부의 30년 전쟁을 다룬 역사서적 《30년 전쟁의 역사 (Geschichte des Dreissigjährigen Kriegs)》(1792) 등의 명저를 남기기도 했다.

## 참조 자료
- 본 문서에는 지식을만드는지식에서 CC-BY-SA 3.0으로 배포한 책 소개글을 기초로 작성된 내용이 포함되어 있습니다.
- 이 문서에는 다음커뮤니케이션(현 카카오)에서 GFDL 또는 CC-SA 라이선스로 배포한 글로벌 세계대백과사전의 내용을 기초로 작성된 글이 포함되어 있습니다.